# П'ятихатки (Вознесенський район)
П'ятиха́тки — село в Україні, у Новомар'ївській сільській громаді Вознесенського району Миколаївської області. Населення становить 26 осіб. До 2018 року орган місцевого самоврядування — Кам'яно-Костуватська сільська рада.

## Населення
Згідно з переписом УРСР 1989 року чисельність наявного населення села становила 33 особи, з яких 15 чоловіків та 18 жінок.
За переписом населення України 2001 року в селі мешкало 26 осіб.

### Мова
Розподіл населення за рідною мовою за даними перепису 2001 року:
| Мова       | Відсоток |
| ---------- | -------- |
| українська | 80,77 %  |
| російська  | 19,23 %  |